# Innocenza (film)
Innocenza è un film del 1986 diretto da Villi Hermann presentato al Festival di Venezia nel 1986 e al Festival di Locarno nel 1987.